# Jan Lutomirski

Herb Jastrzębiec

Jan Lutomirski herbu Jastrzębiec (zm. 1 września 1567 roku) – podskarbi nadworny koronny, kasztelan sieradzki, ewangelik, później członek wspólnoty braci polskich.
Administrator żup krakowskich, burgrabia krakowski 1545, dworzanin królewski, kasztelan brzeziński 1551 – 1554, kasztelan Rawy Mazowieckiej 1554, kasztelan sieradzki 1563, podkomorzy sieradzki 1543–1549, podskarbi nadworny koronny od 1548, starosta łęczycki 1550, starosta radomski 1553, starosta Stężycki, żupnik Olkusza 1549, starosta warcki w 1564 roku.
Sprawował obowiązki podskarbiego dworu polskiego Zygmunta II Augusta w Wilnie.
Był członkiem komisji do rewizji królewszczyzn na sejmie 1566 roku.